# Босасо (порт)
Порт Босасо — официальный морской порт в Босасо, торговой столице автономного региона Пунтленда. Классифицируется как порт большого класса. Порт управляется Peninsular and Oriental Steam Navigation Company с 2017 года.

## История
Современный порт построен в середине 1980-х годов администрацией президента Сомали Мохамеда Сиада Барре для ежегодных поставок скота на Ближний Восток. В январе 2012 года в порту Босасо был начат проект реконструкции, с которым KMC заключила контракт на модернизацию гавани. Первый этап инициативы, предусматривающий очистку верфи от нежелательных материалов, был завершён в течение месяца. Второй этап включает реконструкцию морского дна, прилегающего к порту, с целью размещения более крупных судов.
6 апреля 2017 года находящаяся в Дубае компания P&O Ports выиграла 30-летнюю концессию для порта на управление и развитие многоцелевого портового проекта. Ориентировочные инвестиции в современный многофункциональный объект составили 336 млн. $. 6 апреля 2017 года президент Пунтленда Абдивели Мохамед Али подписал в Дубае соглашение, согласно которому работа по проекту будет включать строительство 450-метровой набережной и 5-гектарной резервной территории, также должны будут сделаны крупные инвестиции в IT-технологии и операционную систему терминала (TOS), мобильные портовые краны и оборудование для обработки контейнеров.
4 февраля 2019 года управляющий порта был застрелен на рыбном рынке двумя боевиками террористической группировки «Харакат аш-Шабаб», переодетыми рыбаками. Тогда, когда управляющего застрелили, он ехал на работу. В результате нападения также пострадали двое охранников порта. Дубайские порты P&O подтвердили смерть управляющего, а также ранения трёх других. Боевики «аш-Шабаба» взяли на себя ответственность и заявили, что атаковали порты P&O, потому что они «оккупировали» порт Босасо. Они заявили, что управляющий, гражданин Мальты, «незаконно находился в Сомали».

## Транспорт
Шоссе Гароуэ — Босасо является главной магистралью в Пунтленде. Оно соединяет административную столицу Гароуэ с коммерческим центром Босасо на расстоянии около 450 км (279,1 миль). Шоссе было построено в 1988 году после того, как с итальянской фирмой Merzario был заключён контракт на строительство главной магистральной дороги, включая водопропускные трубы и мосты. Позже в 1990 году взлетно-посадочная полоса шоссе была завершена. Политик Абдиризак Джуриле отвечал в административном и оперативном плане за строительство шоссе Гароуэ — Босасо и порта Босасо в регионе Бари. Автомагистраль начинается от порта Босасо и продолжается на юг в виде единой проезжей части вверх по холмам Аль-Мискат и вниз к Кардхо. Оттуда дорога продолжается примерно 205 км (127,6 миль) на юг до Гароуэ, после чего магистраль соединяется с шоссе Могадишо — Бербера. 